# Анадолухисар
Анатолийская крепость (Анадолухисары) (англ. Anadoluhisarı, тур. Anadolu Hisarı) — небольшая крепость, расположенная в азиатской части Стамбула на берегу Босфора. Является самым старым турецким архитектурным сооружением в Стамбуле.

## История
Анадолухисары была построена на азиатском берегу Босфора по приказу султана Баязида I в 1393 году и была предназначена для подготовки осады Константинополя. Крепость была расположена в самой узкой части пролива, ширина которого в этой части составляет 660 метров. Позднее, в 1452 году, напротив Анадолухисары была построена новая крепость — Румелихисар, после чего Босфор стал полностью контролироваться Османской империей.
Анатолийская крепость была возведена в качестве пункта наблюдения, её высота составляет 25 метров. Позднее крепость была укреплена султаном Мехмедом II. После падения Константинополя крепость использовалась в качестве тюрьмы.
В 1991—1993 годах крепость была отреставрирована и преобразована в музей, закрытый для широкой публики.